# Cristiano da Costa

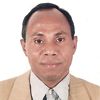
Cristiano da Costa

Cristiano da Costa ist ein osttimoresischer Diplomat und Politiker. Von 2014 bis 2019 war Costa Botschafter Osttimors in Neuseeland.

## Werdegang
Costa stammt aus der Gemeinde Baucau. 1975 wurde Osttimor von Indonesien besetzt. Im August 1983 wurde Costa von der indonesischen Militärdistriktkommandatur in Baucau (Kodim-1628) verhaftet. In den folgenden 14 Tagen wurde er mit Schlägen und Elektroschocks gefoltert, um Informationen über den Widerstand herauszupressen. Dann wurde er in das Gefängnis Comarca in Dili überstellt, wo die Gefangenen unzureichend mit Essen und Trinken versorgt wurden. Da Costa kein Geständnis unterschrieb, wurde er schließlich freigelassen. Nachdem er für eine Dorfkooperative gearbeitet hatte, floh Costa schließlich 1987 aus Osttimor. Im Ausland arbeitete er für den osttimoresischen Widerstand, gab Interviews und trat unter anderem auch in Düsseldorf im Mai 1988 bei Veranstaltungen auf, anlässlich des Außenministertreffens von ASEAN und EWG.
1999 war Costa einer der Gründer und mehrjähriger Sprecher des Conselho Popular pela Defesa da República Democrática de Timor-Leste (CPD-RDTL), einer Veteranenorganisation der osttimoresischen Unabhängigkeitskämpfer. Der CPD-RDTL stellte die Legitimität der neuen Verfassung und der Regierungen des 2002 erneut in die Unabhängigkeit entlassenen Republik in Frage und stand in Opposition zu allen großen Parteien des Landes. Gleichzeitig forderte er eine bessere Versorgung der Veteranen. 2014 wurde der CPD-RDTL faktisch für illegal erklärt.
Costa wurde zwischenzeitlich Sprecher der 2005 gegründeten Partei União Nacional Democrática de Resistência Timorense (UNDERTIM), die sich ebenfalls auf Veteranen stützte. Der Partei gelang 2007 der Einzug ins Parlament, seit 2008 war die UNDERTIM Teil der Regierungskoalition Aliança da Maioria Parlamentar.
Costa, der nun an der Massey University in Neuseeland graduiert hatte, arbeitete in dieser Zeit als Dozent an der Universidade da Paz in Dili, Am 18. März 2009 wurde Costa als Nachfolger von Rui Manuel Hanjam Vizeminister für Wirtschaft und Entwicklung. Vor den Parlamentswahlen von 2012 zeigte die UNDERTIM ein zerstrittenes Bild und scheiterte schließlich an der Drei-Prozent-Hürde. Costa schied am 8. August 2012 mit Vereidigung des neuen Kabinetts aus dem Amt.
Seit dem 1. Mai 2014 war Cristiano da Costa der erste osttimoresische Botschafter in Wellington. Zuvor war der osttimoresische Botschafter in Australien für Neuseeland mit verantwortlich. Costa wurde 2019 als Botschafter in Neuseeland von Lisualdo Gaspar abgelöst.